# Get That Love
Get That Love är en låt av den brittiska gruppen Thompson Twins, utgiven 1987. Den är skriven av duon Tom Bailey och Alannah Currie och var den första singeln från albumet Close to the Bone. Den var den första av gruppens singlar som gavs ut som CD-singel.
Singeln nådde som bäst 66:e plats på brittiska singellistan och tillbringade endast fyra veckor på listan. Den blev mer framgångsrik i USA med 31:a plats på Billboardlistan.
Get That Love låg tre veckor på Trackslistan med 6:e plats som högsta placering den 11 april 1987.

## Utgåvor
7" singel
1. "Get That Love" - 4:00
2. "Perfect Day" - 4:26

12" singel
1. "Get That Love (Extended version)" - 6:28
2. "Get That Love (7" version)" - 4:00
3. "Perfect Day" - 4:26

12" singel (USA-utgåva)
1. "Get That Love (7" version)" - 3:57
2. "Perfect Day" - 4:26
3. "Get That Love (Extended version)" - 6:25
4. "Get That Love (Dub)" - 6:58

CD singel
1. "Get That Love (Extended version)" - 6:33
2. "Perfect Day" - 4:31
3. "Get That Love (Dub)" - 7:03
4. "Get That Love (7" version)" - 4:03